# Lista de pinturas de José de Almeida e Silva

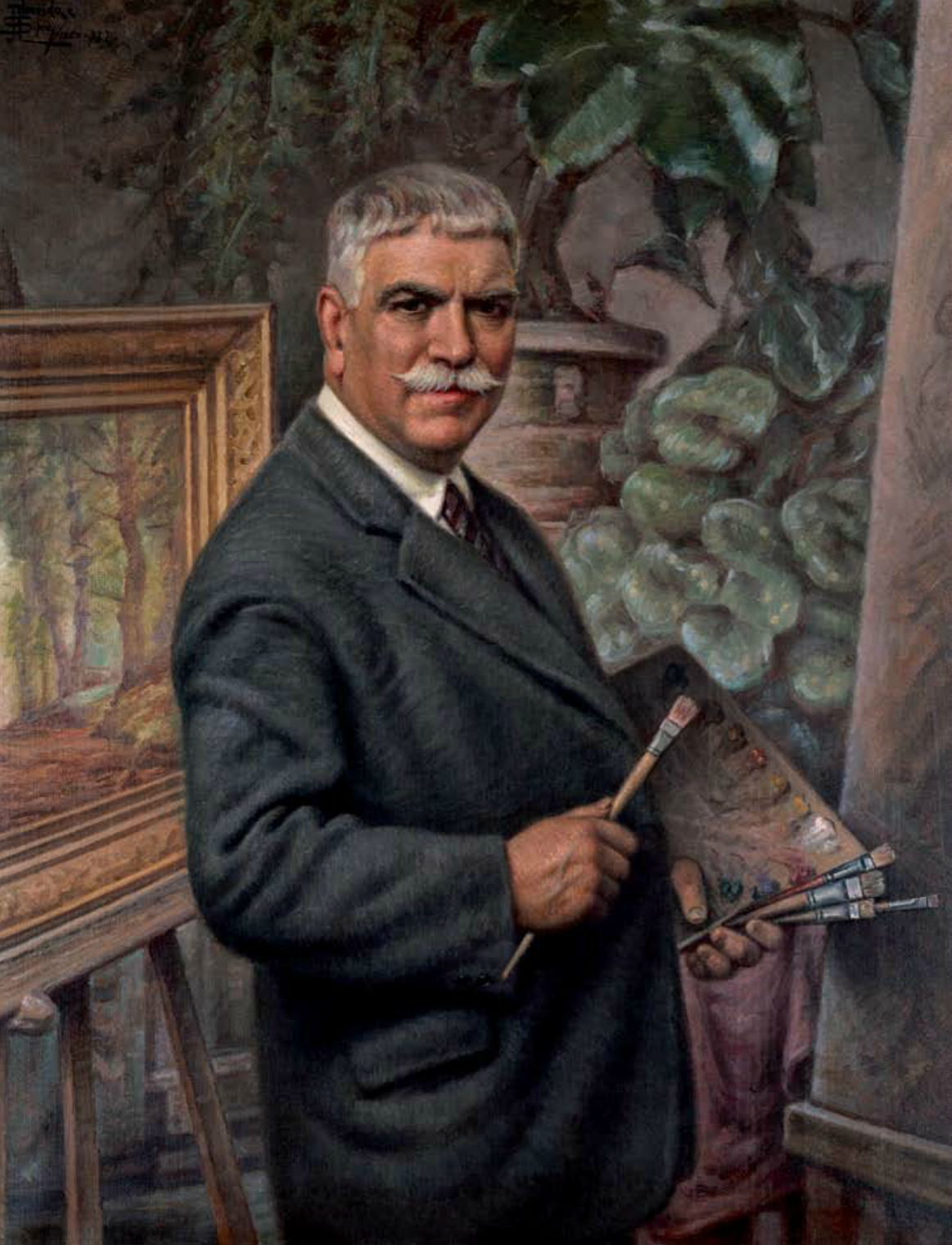
Autorretrato (1932) José de Almeida e Silva

Esta é uma lista de pinturas de José de Almeida e Silva, lista não exaustiva das pinturas deste pintor, mas tão só das que como tal se encontram registadas na Wikidata.
A lista está ordenada pela data da publicação de cada pintura. Como nas outras listas geradas a partir da Wikidata, os dados cuja designação se encontra em itálico apenas têm ficha na Wikidata, não tendo ainda artigo próprio criado na Wikipédia.
Com uma sensibilidade romântica já tocada pelo Naturalismo, Almeida e Silva revela nas suas telas o interesse pela história e património de Viseu e também pelas paisagens, costumes e figuras da Beira Alta, não estando delas isenta uma visão crítica. Na sua obra nota-se uma linguagem sentimentalista, por vezes moralista, sobretudo na pintura de género.
Os retratos são demonstrativos da qualidade e domínio artístico de Almeida e Silva. Com uma carga saudosista e sentimentalista, Almeida e Silva adequou-se ao gosto dos clientes, quer em Viseu, quer mesmo no Brasil, onde a comunidade portuguesa, acolheu sempre com grande entusiasmo a sua produção. A obra de Almeida e Silva, sendo vasta e estando dispersa, parcialmente desconhecida, constitui um referencial da pintura na cidade de Viseu, permitindo cruzamentos interessantes com a obra de outros artistas e com as correntes estéticas da época em Portugal.
| Imagem | Título                                              | Data       | Retrata                 | Coleção                   | Descrito em |
| ------ | --------------------------------------------------- | ---------- | ----------------------- | ------------------------- | ----------- |
|        | Um caminho em Manhufe                               | 1892       |                         | No/unknown value          |             |
|        | Retrato de Manuel Pais Pereira                      | 1893       |                         | Misericórdia de Viseu     |             |
|        | Velho Peralta - séc. XVIII                          | 1896       |                         | Museu Nacional Grão Vasco |             |
|        | Retrato de Francisco Cardoso de Almeida Mesquitela  | 1898       |                         | Misericórdia de Viseu     |             |
|        | Retrato de António Tavares Festas                   | 1900       | António Tavares Festas  | No/unknown value          |             |
|        | Retrato de José Ribeiro de Carvalho e Silva         | século XIX |                         | Misericórdia de Viseu     |             |
|        | Paisagem com casa                                   | 1901       |                         | No/unknown value          |             |
|        | Casal de camponeses                                 | 1902       |                         | No/unknown value          |             |
|        | Parque do Fontelo - Alameda de Árvores              | 1907       |                         | Museu Nacional Grão Vasco |             |
|        | Parque do Fontelo - Capela de São Jerónimo          | 1907       |                         | Museu Nacional Grão Vasco |             |
|        | Parque do Fontelo - Árvores Frondosas               | 1907       |                         | Museu Nacional Grão Vasco |             |
|        | Quinta de São Miguel - Viseu                        | 1907       |                         | Museu Nacional Grão Vasco |             |
|        | Retrato do Padre José Dias                          | 1910       |                         | Misericórdia de Viseu     |             |
|        | Azenhas do Pavia                                    | 1911       | Rio Pavia               | Museu Nacional Grão Vasco |             |
|        | Retrato de D. Eugénia Cândida da Silva Mendes Viseu | 1911       | Eugénia Nunes Viseu     | Misericórdia de Viseu     |             |
|        | Retrato de D. Gaudêncio José Pereira                | 1911       | Gaudêncio José Pereira  | Misericórdia de Viseu     |             |
|        | Menina das Camélias                                 | 1912       |                         | Museu Nacional Grão Vasco |             |
|        | Pinheiros                                           | 1915       |                         | Museu Nacional Grão Vasco |             |
|        | Praça de Camões - Viseu                             | 1917       | Viseu                   | Museu Nacional Grão Vasco |             |
|        | Retrato de Menina                                   | 1919       |                         | Museu Nacional Grão Vasco |             |
|        | Retrato de Mulher                                   | 1919       |                         | Museu Nacional Grão Vasco |             |
|        | Crisântemos                                         | 1920       |                         | No/unknown value          |             |
|        | Retrato de D. Belmira Augusta Pereira Santos        | 1920       |                         | Misericórdia de Viseu     |             |
|        | Mulher orando à lareira                             | 1921       |                         | No/unknown value          |             |
|        | Sol da tarde - Azinheiras (Marinha Grande)          | 1921       |                         | No/unknown value          |             |
|        | Retrato de Homem                                    | 1922       |                         | Museu Nacional Grão Vasco |             |
|        | Menina - Efeitos de Luz                             | 1924       |                         | Museu Nacional Grão Vasco |             |
|        | Retrato de Plácido António Vasconcelos Maya         | 1924       |                         | Museu Nacional Grão Vasco |             |
|        | Figura de menina                                    | 1925       |                         | No/unknown value          |             |
|        | Igreja de Repeses                                   | 1925       |                         | No/unknown value          |             |
|        | Auto-retrato                                        | 1932       | José de Almeida e Silva | Museu Nacional Grão Vasco |             |
|        | O "Van-Rouge" de Santiago                           | 1932       |                         | Museu Nacional Grão Vasco |             |
|        | Retrato do Dr. Afonso M. Pinto Veloso               | 1935       |                         | Museu Nacional Grão Vasco |             |
|        | Hortaliceiras                                       | 1938       |                         | Museu Nacional Grão Vasco |             |
|        | Retrato de Francisco de Almeida Moreira             | 1940       |                         | Museu Nacional Grão Vasco |             |
|        | Regresso da Horta                                   | 1941       |                         | Museu Nacional Grão Vasco |             |
|        | Paisagem                                            | século XX  |                         | No/unknown value          |             |
|        | Nú                                                  |            |                         | No/unknown value          |             |

∑ 38 items.